# Désinence
En morphologie, une désinence (du latin médiéval desinentia, « qui tombe à la fin (d’un mot) ») est un suffixe grammatical après lequel on ne peut plus ajouter d’autres suffixes.
Les désinences expriment divers traits grammaticaux, en fonction de la langue concernée, des parties du discours variables :
- pour le système nominal : le cas, le genre, le nombre, etc. ;
- pour le système verbal : la personne, le nombre, le genre, etc.

Les désinences sont l’un des moyens d’expression des rapports syntaxiques. Les désinences casuelles, par exemple, peuvent être des morphèmes typiques des compléments du verbe exprimés par les parties du discours nominales. Elles ont aussi un rôle dans la réalisation des accords, par exemple celui en genre, en nombre et en cas des déterminants et des épithètes du nom, et de celui en personne, en nombre et en genre du verbe de la proposition avec son sujet.

## Désinence et type de langue
Toutes les langues n’utilisent pas de désinences. Telles sont les langues isolantes (chinois, vietnamien, etc.). Celles qui font appel systématiquement à des désinences sont les langues agglutinantes (les langues finno-ougriennes, les langues turciques, etc.) et les langues flexionnelles (les langues indo-européennes, les langues sémitiques, etc.), mais il y a des différences entre elles pour ce qui est du nombre de traits grammaticaux exprimés par une même désinence, les traits qu’elles expriment et la mesure dans laquelle elles les utilisent par rapport à d’autres moyens grammaticaux.

### Désinence et caractère agglutinant vs flexionnel
Le spécifique des langues agglutinantes par rapport aux flexionnelles est que, du moins dans le cas de certaines parties du discours, un même affixe exprime un seul trait grammatical. Dans le système nominal, cette différence est nette entre une langue comme le latin et une autre, comme le hongrois. Par exemple, en latin, langue flexionnelle, la désinence -as du mot terras « terres » marque à la fois son genre (féminin), son nombre (pluriel) et son cas (accusatif). Par contre, en hongrois, langue agglutinante, dans le mot correspondant, földeket, le pluriel et l’accusatif sont marqués par des morphèmes différents, le suffixe -k et la désinence -t, -e- étant une voyelle de liaison pour les deux.
Une autre catégorie est celle des désinences personnelles appliquées au verbe. En ce qui les concerne, entre les langues flexionnelles et le hongrois il n’y a pas la même différence que dans le cas des désinences nominales, étant donné qu’en hongrois non plus, la désinence personnelle n’exprime pas seulement la personne. Par exemple, la désinence (hu) -m du verbe látom « je le/la/les vois » se réfère à trois traits à la fois : le nombre, la personne grammaticale du sujet et le fait que le verbe a un complément d’objet direct défini, y compris que celui-ci est de la 3e personne.
Ce n’est pas des désinences qui expriment certains traits dans toutes les langues. Comme on peut le voir plus haut, en latin, le nombre de la partie de discours nominale est exprimé par une désinence, mais en hongrois par un autre type de suffixe, suivi par la désinence. En hongrois, la désinence verbale signale également si le verbe a ou non un COD défini, mais dans d’autres langues c’est exprimé seulement par certains déterminants du nom ou par le type de pronom qui exprime éventuellement le COD : (hu) látom a földeket vs (fr) « je vois les terres », látom őket vs « je les vois ».

### Désinence et synthétisme vs analytisme
Le poids du rôle des désinences par rapport à celui d’autres moyens grammaticaux est exprimé en linguistique comparative par les qualificatifs « synthétique » et « analytique », respectivement. Plus une langue est synthétique, plus le rôle des désinences est important, ce qui se manifeste par le nombre de traits grammaticaux et de rapports syntaxiques exprimés par des désinences, et, inversement, plus une langue est analytique, moins ce rôle est important.
Entre langues flexionnelles, même entre certaines appartenant à la même famille, il y a de grandes différences concernant le poids de l’utilisation des désinences. Dans l’évolution de certaines langues, on remarque une évolution graduelle du synthétisme à l’analytisme.
En examinant les langues indo-européennes, par exemple, on voit que dans leur état actuel, la déclinaison s’est conservée à des degrés très différents. La plupart des langues slaves (russe, serbe, etc.), par exemple, ont une déclinaison relativement riche. Parmi les langues germaniques, en allemand, la déclinaison est plus développée qu’en anglais, qui l’a presque complètement perdue par rapport au vieil anglais.
En latin, le nom avait six cas, en ancien français il n’y en avait plus que deux, et dans la plupart des langues romanes actuelles il n’y en a plus aucun. Seul le roumain a gardé des désinences communes pour le génitif et le datif, ainsi que pour le vocatif, utilisées dans certains cas.
Plus a diminué l’expression des fonctions syntaxiques par des désinences, plus a augmenté dans ce domaine le rôle des prépositions, par exemple pour exprimer le possesseur : la maison du père (préposition) vs „casa tatălui” (désinence de génitif appliquée à l’article défini). Le rôle des désinences a été repris par l’ordre des mots également. En latin, aussi bien le nominatif que l’accusatif étaient exprimés par des désinences, c’est pourquoi une phrase comme « Le loup mange l’agneau » pouvait être exprimée par deux ordres des mots, Lupus est agnum ou Agnum est lupus, alors qu’en français on ne peut pas interchanger les places du sujet et du COD sans autre changement.
Concernant la conjugaison aussi, les langues romanes ont évolué vers l’analytisme. En latin on exprimait par des désinences la voix passive, par exemple, mais dans toutes les langues romanes actuelles elle est exprimée de façon analytique : laudatur « il/elle est vanté(e) ». L’involution de la conjugaison est plus accentuée en français qu’en roumain, par exemple, ce qui est prouvé par l’orthographe française. En effet, au présent de l’indicatif, les verbes réguliers français présentent le même aspect sonore à trois ou quatre personnes, en fonction de la classe de conjugaison, alors qu’à l’écrit il y a quatre ou cinq désinences. En anglais, l’involution a été encore plus importante : au présent simple de l’indicatif, à l’exception de quelques verbes, seule la 3e personne du singulier est exprimée par une désinence, à l’oral, aussi bien qu’à l’écrit. C’est pourquoi, dans ces langues, il est presque toujours obligatoire d’exprimer le sujet par un mot à part.
Comme on peut le voir plus haut, dans certains paradigmes, toutes les formes ne se distinguent pas par des désinences. C’est pourquoi on parle de désinence -∅ (zéro). Tel est le cas, par exemple, de la forme de 3e personne du singulier de l’indicatif présent du verbe hongrois. Dans cette langue il y a aussi des cas exceptionnels où la désinence peut être omise sans que le rapport syntaxique correspondant soit affecté. Ainsi, le cas accusatif de l’objet possédé, pourvu du suffixe personnel possessif de la 1re ou de la 2e personne du singulier, peut être exprimé de deux façons, ex. Keresem a ceruzámat (avec désinence) ou a ceruzám (sans désinence) « Je cherche mon crayon ».

## Sources bibliographiques
- (hu) Balog, Iudith, « A tárgy » [« Le complément d’objet direct »], Keszler, Borbála (dir.), Magyar grammatika [« Grammaire hongroise »], Budapest, Nemzeti Tankönyvkiadó, 2000  (ISBN 978-963-19-5880-5) (consulté le 15 mai 2018)
- (hu) Bokor, József, « Szóalaktan » [« Morphologie »], A. Jászó, Anna (dir.), A magyar nyelv könyve [« Le livre de la langue hongroise »], 8e édition, Budapest, Trezor, 2007  (ISBN 978-963-8144-19-5), p. 254-292 (consulté le 15 mai 2018)
- (en) Bussmann, Hadumod (dir.), Dictionary of Language and Linguistics [« Dictionnaire de la langue et de la linguistique »], Londres – New York, Routledge, 1998  (ISBN 0-203-98005-0) (consulté le 15 mai 2018)
- (ro) Constantinescu-Dobridor, Gheorghe, Dicționar de termeni lingvistici [« Dictionnaire de termes linguistiques »], Bucarest, Teora, 1998; en ligne : Dexonline (DTL) (consulté le 13 mars 2018)
- Delatour, Yvonne et al., Nouvelle grammaire du français, Paris, Hachette, 2004,  (ISBN 2-01-155271-0) (consulté le 15 mai 2018)
- Dubois, Jean et al., Dictionnaire de linguistique, Paris, Larousse-Bordas/VUEF, 2002 (consulté le 27 mars 2023)
- (en) Eastwood, John, Oxford Guide to English Grammar [« Guide Oxford de la grammaire anglaise »], Oxford, Oxford University Press, 1994  (ISBN 0-19-431351-4) (consulté le 27 mars 2023)
- (hu) Laczkó, Krisztina, « A toldalékok (affixumok) » [« Les affixes »], Keszler, Borbála (dir.), Magyar grammatika [« Grammaire hongroise »], Budapest, Nemzeti Tankönyvkiadó, 2000  (ISBN 978-963-19-5880-5) p. 55-60 (consulté le 15 mai 2018)